# Regreso del Año
En la Liga Venezolana de Béisbol Profesional, el Regreso del Año, también conocido como Trofeo Luis Salazar es un honor otorgado anualmente desde la temporada 1985-86 al jugador más sobresaliente que tenga más de una temporada sin participar en la liga. El primero en conseguirlo fue Luis Aponte de los Cardenales de Lara.
De los 27 jugadores nombrados regreso del año, solo Luis Aponte y Luis Salazar han sido elegidos para el Salón de la fama y museo del béisbol venezolano. Los miembros de los Tigres de Aragua han ganado el mayor número de premios de cualquier franquicia (con 7), seguidos por los Cardenales de Lara (con 5). Wilfredo Boscán de los Navegantes del Magallanes es el actual poseedor del premio.

## Ganadores
| Año | Enlace al artículo de la temporada correspondiente de la Liga Venezolana de Béisbol Profesional |
|     | Miembro del Salón de la fama y museo del béisbol venezolano                                     |

| Año     | Jugador           | Equipo                    | Posición      |
| ------- | ----------------- | ------------------------- | ------------- |
| 1985-86 | Luis Aponte       | Cardenales de Lara        | P             |
| 1986-87 | Luis Salazar      | Tiburones de La Guaira    | IF            |
| 1987-88 | Gilberto Marcano  | Leones del Caracas        | P             |
| 1988-89 | Alfredo Torres    | Tigres de Aragua          | C             |
| 1989-90 | Andrés Espinoza   | Cardenales de Lara        | 1B            |
| 1990-91 | Oswald Peraza     | Cardenales de Lara        | P             |
| 1991-92 | Ángel Escobar     | Petroleros de Cabimas     | IF            |
| 1992-93 | Pedro Chávez      | Caribes de Oriente        | IF            |
| 1993-94 | Richard Garcés    | Tigres de Aragua          | P             |
| 1994-95 | Carlos Martínez   | Tiburones de La Guaira    | IF            |
| 1995-96 | Roberto Zambrano  | Tigres de Aragua          | OF            |
| 1996-97 | Luis Lunar        | Pastora de Occidente      | P             |
| 1997-98 | Alex Cabrera      | Pastora de Los Llanos     | 1B            |
| 1998-99 | Pedro Castellano  | Tigres de Aragua          | 3B            |
| 1999-00 | Danilo León       | Águilas del Zulia         | P             |
| 2000-01 | José Malavé       | Caribes de Oriente        | OF            |
| 2001-02 | Pedro Castellano  | Tigres de Aragua          | 3B            |
| 2002-03 | No se entregó     | No se entregó             | No se entregó |
| 2003-04 | Liu Rodríguez     | Tiburones de La Guaira    | 2B            |
| 2004-05 | Richard Garcés    | Navegantes del Magallanes | P             |
| 2005-06 | Alexander Herrera | Caribes de Anzoátegui     | P             |
| 2006-07 | Robert Pérez      | Cardenales de Lara        | OF            |
| 2007-08 | Edgardo Alfonzo   | Navegantes del Magallanes | 3B            |
| 2008-09 | Wilfredo Romero   | Tigres de Aragua          | OF            |
| 2009-10 | Tom Evans         | Cardenales de Lara        | 3B            |
| 2010-11 | Yusmeiro Petit    | Bravos de Margarita       | P             |
| 2011-12 | Edgardo Alfonzo   | Tigres de Aragua          | 3B            |
| 2012-13 | José Castillo     | Caribes de Anzoátegui     | 3B            |
| 2013-14 | Bob Abreu         | Leones del Caracas        | OF            |
| 2014-15 | Alberto González  | Bravos de Margarita       | SS            |
| 2015-16 | Luis Rodríguez    | Navegantes del Magallanes | 2B            |
| 2016-17 | Jesús Flores      | Águilas del Zulia         | C             |
| 2017-18 | Freddy García     | Tigres de Aragua          | P             |
| 2018-19 | Wilfredo Boscán   | Navegantes del Magallanes | P             |
| 2019-20 | Denis Phipps      | Caribes de Anzoátegui     | OF            |
| 2020-21 | Silvino Bracho    | Águilas del Zulia         | P             |
| 2021-22 | Balbino Fuenmayor | Caribes de Anzoátegui     | 1B            |
| 2022-23 | Oswaldo Arcia     | Leones del Caracas        | RF            |